# Pépélichté
Pépélichté (en macédonien Пепелиште) est un village du sud de la Macédoine du Nord, situé dans la municipalité de Negotino. Le village comptait 1070 habitants en 2002.

## Démographie
Lors du recensement de 2002, le village comptait :
- Macédoniens : 796
- Serbes : 194
- Turcs : 33
- Roms : 25
- Autres : 22